# Erwin Schastok
Erwin Schastok (* 26. Juni 1939) ist ein deutscher Hörspiel- und Synchronsprecher.

## Leben
Als Synchronsprecher sprach Schastok unter anderem den von Helmut Berger gespielten Peter de Vilbis in der erfolgreichen US-Serie Der Denver-Clan und Wade Duck in der Zeichentrickserie Garfield und seine Freunde. Des Weiteren war er in Serien wie Bonanza oder Captain Future zu hören. Als Funkzentralstimme konnte man ihn in Die schwarze Mamba hören. Eine große Rolle hatte er als Prinz von Wales in der Hörspiel-Co-Produktion Der flüsternde Berg von RIAS und Deutschlandradio nach dem Buch von Joan Aiken. Beim RIAS war er als Co-Moderator tätig. Als Schauspieler war Schastok 1981 in dem Film Euch darf ich's wohl gestehen zu sehen.

## Audioproduktionen
- 1980: Jan Tenner, Folge 2, als Bill
- 1980: Jan Tenner, Folge 3, als Schiri
- 1981: Die Nibelungen (Hörspielfassung von Kiosk) Folgen 3, 5, 6 und 8, als Journalist
- 1983: Benjamin Blümchen, Folge 25: Benjamin auf Kreuzfahrt, als Steward
- 1983: Bibi Blocksberg, Folgen 9, 10, 11 und 15, als Lehrer Schumann
- 1983: Jan Tenner, der Superheld, Folge 13, als Kugelgeist
- 1986: Das Wunder von Narnia (RIAS-Hörspielproduktion), als Tumnus
- 1989: Der flüsternde Berg (Hörspielbearbeitung RIAS/Deutschlandradio nach Joan Aiken), als Prinz von Wales
- 1990: Benjamin Blümchen, Folge 61: Otto ist krank, als Arzt
- 1991: Edgar Hilsenrath: Das Märchen vom letzten Gedanken (Hörspiel, SFB/HR)
- 1999: Potsdam und Berliner Umland (Autor: Mario Scalla; Regie: Burkhard Schmid) laut KOBV-Suche
- 2007: Gullivers Reisen (Hörspiel beim Audio-Verlag) Sprecher mit Friedhelm Ptok und Buddy Elias
- 2007: Willy Brandt (Biografie von Carola Stern), Sprecher mit Ulrich Noethen

## Hörspiele
(laut HörDat)
- 1975: Ein Geschäft mit Träumen (DLF)

- 1977: Die Bakunin-Kassette (WDR/SR)
- 1993: Peter Kien nicht vergessen (RIAS-Hörspiel SFB/SDR/NDR/BR)
- 1994: Die Bibelschmugglertheorie (RB/SFB)
- 1996: Prinzessin Pfiffigunde (WDR)
- 1996: Backbord ein Kolibri (RB/EIG)
- 1997: Flushing Meadow (DLR/SR)
- 1997: Das Zeichen der Drei oder Ein weiteres Radrennen bergan oder Vergeßt Baudrillard (SFB-ORB)

## Synchronrollen (Auswahl)

### Filme
- 1979: Philippe Derrez in Der König und der Vogel als Reporter
- 1980: Yann Babilée in Die Kameliendame als Agenor
- 1981: Barry Quin in Das Tal der Puppen als Bote
- 1987: Michael Rothman in Flotte Sprüche auf Kanal 9 als Cochise
- 1993: Robert Phalen in Kampf gegen die Ausweglosigkeit als Dr. Paulsen
- 1993: Drew Letchworth in Mrs. Doubtfire – Das stachelige Kindermädchen als Daniels Anwalt

### Serien
- 1984–1985: Helmut Berger in Der Denver-Clan als Peter de Vilbis
- 1989: Maurice LaMarche in The Real Ghostbusters als DiTillio
- 1989–1994: Howard Morris in Garfield und seine Freunde als Wade Duck
- 1990: Maurice LaMarche in The Real Ghostbusters als Dr. Nicholas VanHelden
- 2000: Craig Wasson in Practice – Die Anwälte als Pater O'Brien